# Metropolia włodzimierska
Metropolia włodzimierska – jedna z metropolii Rosyjskiego Kościoła Prawosławnego. W jej skład wchodzą trzy eparchie: eparchia włodzimierska, eparchia aleksandrowska oraz eparchia muromska.
Erygowana przez Święty Synod Rosyjskiego Kościoła Prawosławnego w lipcu 2013. Jej pierwszym ordynariuszem został metropolita włodzimierski i suzdalski Eulogiusz (Smirnow). Od grudnia 2018 nowym metropolitą został Tichon (Jemieljanow).